# Lista de episódios de American Crime
American Crime é uma série de televisão antológica estadunidense, do gênero drama criminal, criada por John Ridley. A série estreou na ABC em 5 de março de 2015. Em 12 de maio de 2016, foi renovada para sua terceira temporada. Em 11 de maio de 2017, a ABC cancelou a série após três temporadas.
Em 30 de abril de 2017, 29 episódios de "American Crime" foram ao ar, concluindo a terceira temporada e finalizando a série.

## Resumo
| Temporada | Temporada | Episódios | Exibição original    | Exibição original   |
| Temporada | Temporada | Episódios | Estreia de temporada | Final de temporada  |
| --------- | --------- | --------- | -------------------- | ------------------- |
|           | 1         | 11        | 5 de março de 2015   | 14 de maio de 2015  |
|           | 2         | 10        | 6 de janeiro de 2016 | 9 de março de 2016  |
|           | 3         | 8         | 12 de março de 2017  | 30 de abril de 2017 |

## Episódios

### 1ª temporada (2015)
| No. geral | No.na série | Título           | Dirigido por      | Escrito por         | Exibição            | Audiência (milhões) |
| --------- | ----------- | ---------------- | ----------------- | ------------------- | ------------------- | ------------------- |
| 1         | 1           | "Episode One"    | John Ridley       | John Ridley         | 5 de março de 2015  | 8.37                |
| 2         | 2           | "Episode Two"    | John Ridley       | John Ridley         | 12 de março de 2015 | 5.76                |
| 3         | 3           | "Episode Three"  | Gloria Muzio      | John Ridley         | 19 de março de 2015 | 5.54                |
| 4         | 4           | "Episode Four"   | Joshua Marston    | Diana Son           | 26 de março de 2015 | 5.56                |
| 5         | 5           | "Episode Five"   | Hanelle Culpepper | Ernie Pandish       | 2 de abril de 2015  | 4.69                |
| 6         | 6           | "Episode Six"    | Nicole Kassell    | Davy Perez          | 9 de abril de 2015  | 4.40                |
| 7         | 7           | "Episode Seven"  | Sam Miller        | Stacy A. Littlejohn | 16 de abril de 2015 | 4.38                |
| 8         | 8           | "Episode Eight"  | Rachel Morrison   | Julie Hébert        | 23 de abril de 2015 | 4.05                |
| 9         | 9           | "Episode Nine"   | Jessica Yu        | Keith Huff          | 30 de abril de 2015 | 3.63                |
| 10        | 10          | "Episode Ten"    | Millicent Shelton | Sonay Hoffman       | 7 de maio de 2015   | 4.17                |
| 11        | 11          | "Episode Eleven" | John Ridley       | John Ridley         | 14 de maio de 2015  | 4.21                |

### 2ª temporada (2016)
| No. na série | No. | Título                      | Dirigido por    | Escrito por         | Exibição                                                     | Audiência (milhões) |
| ------------ | --- | --------------------------- | --------------- | ------------------- | ------------------------------------------------------------ | ------------------- |
| 12           | 1   | "Season Two: Episode One"   | John Ridley     | John Ridley         | 17 de dezembro de 2015 (online) 6 de janeiro de 2016 (canal) | 4.74                |
| 13           | 2   | "Season Two: Episode Two"   | Clement Virgo   | Ernie Pandish       | 13 de janeiro de 2016                                        | 4.30                |
| 14           | 3   | "Season Two: Episode Three" | Gregg Araki     | Sonay Hoffman       | 20 de janeiro de 2016                                        | 3.77                |
| 15           | 4   | "Season Two: Episode Four"  | Julie Hébert    | Kirk A. Moore       | 27 de janeiro de 2016                                        | 3.63                |
| 16           | 5   | "Season Two: Episode Five"  | Rachel Morrison | Davy Perez          | 3 de fevereiro de 2016                                       | 3.79                |
| 17           | 6   | "Season Two: Episode Six"   | Jessica Yu      | Stacy A. Littlejohn | 10 de fevereiro de 2016                                      | 3.32                |
| 18           | 7   | "Season Two: Episode Seven" | John Ridley     | John Ridley         | 17 de fevereiro de 2016                                      | 3.18                |
| 19           | 8   | "Season Two: Episode Eight" | Kimberly Peirce | Keith Huff          | 24 de fevereiro de 2016                                      | 3.51                |
| 20           | 9   | "Season Two: Episode Nine"  | James Kent      | Julie Hébert        | 2 de março de 2016                                           | 3.24                |
| 21           | 10  | "Season Two: Episode Ten"   | Nicole Kassell  | Diana Son           | 9 de março de 2016                                           | 3.70                |

### 3ª temporada (2017)
| No. na série | No. | Título                        | Dirigido por     | Escrito por                               | Exibição            | Audiência (milhões) |
| ------------ | --- | ----------------------------- | ---------------- | ----------------------------------------- | ------------------- | ------------------- |
| 22           | 1   | "Season Three: Episode One"   | So Yong Kim      | John Ridley                               | 12 de março de 2017 | 2.67                |
| 23           | 2   | "Season Three: Episode Two"   | Julie Hébert     | John Ridley                               | 19 de março de 2017 | 1.91                |
| 24           | 3   | "Season Three: Episode Three" | Victoria Mahoney | Janine Salinas Schoenberg & Moisés Zamora | 26 de março de 2017 | 1.62                |
| 25           | 4   | "Season Three: Episode Four"  | Steph Green      | Sonay Hoffman                             | 2 de abril de 2017  | 1.77                |
| 26           | 5   | "Season Three: Episode Five"  | Tanya Hamilton   | Keith Huff                                | 9 de abril de 2017  | 1.74                |
| 27           | 6   | "Season Three: Episode Six"   | Ramsey Nickell   | Steve Harper                              | 16 de abril de 2017 | 1.83                |
| 28           | 7   | "Season Three: Episode Seven" | John Krokidas    | Kirk A. Moore                             | 23 de abril de 2017 | 1.81                |
| 29           | 8   | "Season Three: Episode Eight" | Jessica Yu       | Julie Hébert                              | 30 de abril de 2017 | 2.00                |

## Audiência
| Temporada | Temporada | Ep. 1 | Ep. 2 | Ep. 3 | Ep. 4 | Ep. 5 | Ep. 6 | Ep. 7 | Ep. 8 | Ep. 9 | Ep. 10 | Ep. 11 |
| --------- | --------- | ----- | ----- | ----- | ----- | ----- | ----- | ----- | ----- | ----- | ------ | ------ |
|           | 1         | 8.37  | 5.76  | 5.54  | 5.56  | 4.69  | 4.40  | 4.38  | 4.05  | 3.63  | 4.17   | 4.21   |
|           | 2         | 4.74  | 4.30  | 3.77  | 3.63  | 3.79  | 3.32  | 3.18  | 3.51  | 3.24  | 3.70   | N/A    |
|           | 3         | 2.67  | 1.91  | 1.62  | 1.77  | 1.74  | 1.83  | 1.81  | 2.00  | N/A   | N/A    | N/A    |